# إيفان ريس
إيفان ريس (بالبرتغالية: Rodrigo Ivan dos Reis) هو رسام برازيلي، ولد في 11 يونيو 1976 في ساو باولو في البرازيل.

## وصلات خارجية
- إيفان ريس على موقع IMDb (الإنجليزية)
- إيفان ريس على موقع قاعدة بيانات الفيلم (الإنجليزية)